# Natale Vezzoli
Natale Vezzoli (Gussago, 5 ottobre 1950) è un ex pugile italiano, campione d'Italia e d'Europa dei Pesi superpiuma tra il 1976 e il 1979.

## Biografia

### Carriera da dilettante
Nasce a Gussago, cittadina lombarda dove crebbe il campione italiano Santo Amonti. La sua carriera da dilettante non rifulge. Nel 1969 è finalista nel campionato regionale della Lombardia. Nello stesso anno indossa la maglia azzurra e nel 1971 conquista la medaglia d'argento ai Campionati mondiali militari di Rotterdam, nei pesi piuma.

### Carriera da professionista
Passa professionista nel 1972. I suoi esordi non sono particolarmente brillanti. Vince uno solo dei suoi primi sette incontri, con quattro pari e due sconfitte.
Al 23º incontro da professionista, dopo altre due sconfitte, giunge a contendere il titolo italiano dei pesi superpiuma a Giovanni Girgenti. E' sconfitto ai punti dal siciliano il 3 dicembre 1974, a Marsala.
Prima di ottenere una nuova chance combatte con alcuni pugili di buon livello, pareggiando con l'ex campione d'Italia dei pesi gallo e piuma Enzo Farinelli e con lo spagnolo Luis Aisa; perde a Oslo con il forte norvegese Svein Erik Paulsen. 
Torna finalmente a combattere per la cintura di campione italiano contro l'ex olimpionico Giuseppe Mura, il 26 dicembre 1975, a Brescia e lo mette KO alla decima ripresa. 
Da quel momento, la carriera di Vezzoli ha un inaspettato cambiamento in meglio. Non perde più un incontro per oltre tre anni. Conserva il titolo italiano, battendo ai punti Renzo Battistelli;  conquista il titolo europeo e lo mantiene per ben otto match.
Il 24 settembre 1976, a Milano, batte il francese Roland Cazeaux per Knock-out tecnico all'11º round e indossa per la prima volta la cintura europea. 
La difende battendo, uno dopo l'altro, Domingo Gimenez il 12 novembre 1976 a Milano (Kot al 12º round); il francese Albert Amatler, il 1º aprile 1977 a Brescia (Kot all'11º round); l'altro francese Georges Cotin, il 17 maggio successivo, sempre a Brescia (Kot al 12º round); mette KO il turco Ethem Özakalin, il 6 luglio a Vieste; batte ai punti Salvatore Liscapade a Taurisano e, soprattutto, abbatte ai punti Elio Cotena dominatore a livello europeo della categoria inferiore, sempre ai punti (8 marzo 1978). Batte poi ai punti lo spagnolo Isidoro Cabeza, l'11 agosto 1978 a Lepe e mantiene il titolo pareggiando contro Charles Jurietti, a Brescia, il 13 dicembre successivo.
Il 10 marzo 1979, si reca a Valladolid per difendere il titolo dallo spagnolo Carlos Hernández. Mette al tappeto lo sfidante alla terza ripresa ma, alla quarta, viene fermato per ferita e gli viene attribuita la sconfitta per Knock-out tecnico. 
Dopo tale sconfitta è designato per contendere ad Alessandro Nardi il titolo italiano vacante, il 20 dicembre 1980 a Ostia ma abbandona alla decima ripresa e si ritira dal pugilato.